# When Life Gives You Tangerines
When Life Gives You Tangerines (koreanska: Pokssak sogatsuda) är en sydkoreansk historisk och romantisk dramaserie från som hade premiär på strömningstjänsten Netflix den 7 mars 2025. Första säsongen består av 16 avsnitt och är skapad av Kim Won-seok.

## Handling
Serien handlar om en kärlekshistoria mellan en flicka och en pojke på ön Jeju.

## Rollista (i urval)
- IU – Ae-soon
- Park Bo-gum – Gwan-sik